# Sidi Slimane (Tissemsilt)
Sidi Slimane (em árabe: سيدي سليمان) é uma comuna localizada na província de Tissemsilt, Argélia. Sua população estimada em 2008 era de 8 461 habitantes.